# Koch (embarcación)

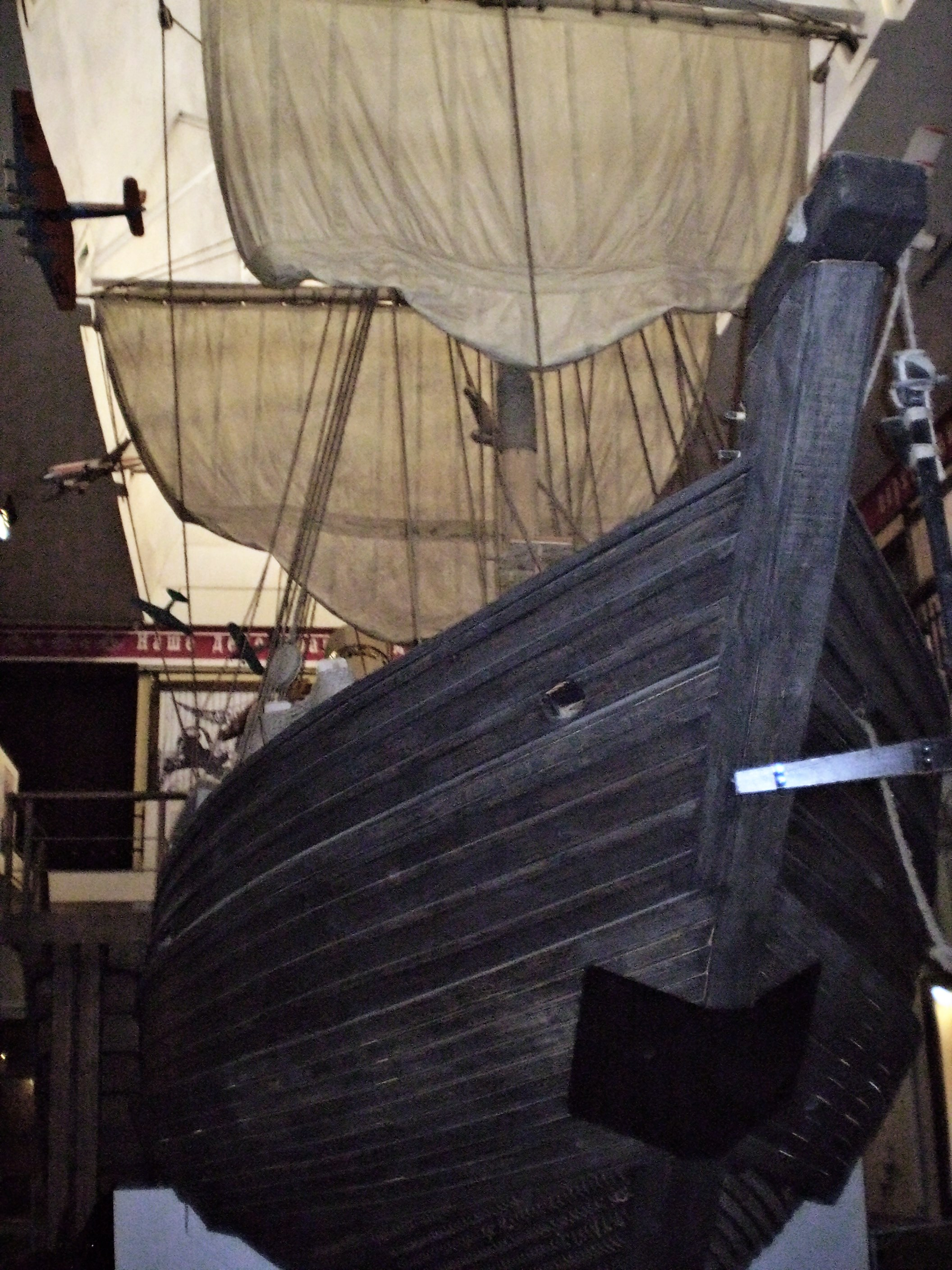
Un koch del en un museo en Krasnoyarsk

El koch (en ruso: Коч) fue un tipo especial de embarcación a vela, un pequeño barco de uno o dos mástiles, que también podía ser impulsado por remos, diseñado para navegar en las duras condiciones de los mares del Ártico, que estuvo en uso en las costas septentrionales de Rusia desde el siglo XII hasta el siglo XIX. Fue muy popular entre los pomores.
Debido a un forro adicional y al diseño del casco y el timón, estaba adaptado para la navegación en alta mar sin sufrir ningún daño en aguas con témpanos de hielo o icebergs. Con uno o dos palos, una eslora de 10 a 25 m, un calado de 1 a 1,5 m y una capacidad de carga de 30 toneladas, podía navegar a vela a una velocidad de 6-7 nudos. El equipamiento incorporaba entre otros aditamentos un cabestrante manual que se utilizaba para remolcar el barco al extremo de la banquisa, a mar abierto, dado que el fondo tenía una falsa quilla adicional que permitía arrastrarlo fácilmente sobre la superficie del hielo.
El koch fue el único barco de esta clase durante varios siglos. para navegar en las aguas heladas del Ártico. El koch tuvo un papel importante en la exploración del Paso del Noreste por los rusos en los siglos XVI y XVII.

## Desarrollo
El desarrollo del koch comenzó en el siglo XI, cuando los rusos comenzaron a asentarse en las costas del mar Blanco. Este tipo de barco era de uso generalizado durante el apogeo de la navegación rusa transpolar en los siglos XV y XVI. Hay pruebas documentales de que en esos días el sector de la flota civil privada rusa en los mares árticos numeraba hasta 7400 buques pequeños en un solo año. En el siglo XVII los koch fueron ampliamente utilizados en los ríos de Siberia durante la exploración y conquista rusa de Siberia y del Lejano Oriente. En 1715, durante la Gran Guerra del Norte, la construcción naval en el Ártico ruso y la navegación se vieron socavados por un ucase (decreto) del zar Pedro el Grande que permitía construir solo buques según la novomanerniye [nuevas maneras], es decir, que las embarcaciones civiles también deberían poder ser utilizadas para fines militares. Los koch, con sus características especiales para no quedar atrapados en el hielo, no se adaptaban a ese objetivo.
Sin embargo, en el siglo XIX esas características de protección frente a los témpanos de hielo si que se vieron útiles y se incorporaron en el primer rompehielos moderno. De hecho, los koch, pueden ser considerados como los rompehielos más antiguos, aunque de madera y relativamente pequeños.
Otros tipos de embarcación utilizados en Siberia fueron los shítik y los baidares.

## Construcción
La longitud de la quilla de un koch variaba entre 10-25 m. Tenía 13 costillas combinación, cada una consistía en varias partes. La quilla era también una combinación de varias partes. Los mamparos dividían el cuerpo en varios compartimentos transversales y cada compartimiento (cherdak) servía para un propósito específico: el compartimiento de la parte anterior estaba destinado a la tripulación; la cabina de popa para el capitán; y, el centro del barco, para la carga. El koch tenía la cubierta plana. Un koch típico llevaba una vela cuadrada en cada uno de sus dos mástiles, y, por lo general, dos velas triangulares en el bauprés. Una particularidad distintiva de los koch era el tamaño relativamente grande de la aleta cuadrada del timón, que compensaba el especial diseño extra-delgado de la parte superior del timón. Este tipo de nave tenía dos anclas principales de unas 70 libras (32 kg) y, muy a menudo, anclas ligeras para atracar en el hielo. Los historiadores navales creen que las anclas de luz podrían haber sido utilizados para el amarre del koch a la orilla de los campos de hielo.
El diseño especial para el Ártico incluía un casco de líneas redondeadas por debajo de la línea de flotación; una popa rectangular, muy inclinada; una banda o cintura adicional resistente a los témpanos de hielo a base de un forro de tablones (de madera de roble o de alerce) a lo largo de la variable línea de flotación; una falsa quilla para realizar su portage sobre hielo (y para la prevención de daños causados por encallar en aguas poco profundas); y un largo timón con forma de eje en la parte superior y más ancho por debajo de la línea de flotación. Otra característica del Ártico era la presencia invariable a bordo de cualquier koch de dos o más botes para el hielo (con un cuerpo similar a una barca, pero sobre patines o deslizadores de 5 a 7 m) y de un cabestrante manula con sogas para poder remolcarlo hasta el borde de la banquisa. Cada bote para el hielo tenía una capacidad de carga de 1,5 a 2,0 toneladas métricas (3.300 a 4.400 libras) y estaba equipado con largos cabos gruesos (5 a 7 m) para el portage sobre el hielo. Si un koch quedaba atrapado en el hielo, su casco redondeada por debajo de la línea de flotación permitía a la nave, presionada por el hielo, ser empujada hacia arriba fuera del agua y sobre el hielo sin dañar el cuerpo.
Además del equipamiento para no quedar atrapado en el hielo, los capitanes de los koch disponían del conjunto tradicional de instrumentos de navegación, incluyendo un reloj de sol y un compás magnético con un vetromet flotante («marcador del viento», una rosa de los vientos de madera de 32 puntos , con 16 vientos mayores). Otras herramientas y medios de navegación eran los cartas detalladas y las direcciones de navegación, las estrellas, y las marcas familiares para el piloto en las costas.
Según algunos autores modernos (como Fisher.) el koch tenía una vela cuadrada y solo un mástil. Los mayores koches tenían unos 18 m de largo y 6 m de ancho (sic), con un calado de 5 o 6 metros y de 6 a 12 tripulantes. Podían albergar hasta 40 personas o 45 toneladas de carga. Eran ovales cuando se veían desde arriba o desde un lateral. El fondo plano o redondeado les hacía fáciles de manejar cuando intentaban esquivar los témpanos de hielo, pero probablemente inestables en una tormenta fuerte. La vela cuadrada y el fondo plano significaba que no lograrían navegar bien sin viento a favor.

## Clasificación
Hay dos clasificaciones principales de los subtipos de koch. La primera, ques es una clasificación mixta, distingue entre tres subtipos de koch: los dos primeros en función de su lugar de origen —de Siberia y de Mangazeya— y el tercero por su solvencia en el mar, morskiye (esto es, "marinero"). La segunda clasificación no presta atención a las diferencias de construcción naval y divide todos los koch en dos categorías de acuerdo a los principales ámbitos de sus operaciones marítimas: de río/mar y morskiye (marinero), apto para largos viajes por mar.